# Kiel Hauptbahnhof
Kiel Hauptbahnhof – główny dworzec kolejowy w Kilonii, w kraju związkowym Szlezwik-Holsztyn, w Niemczech. Obsługuje około 24 tys. pasażerów. dziennie.